# 赵欣伯
赵欣伯（1890年—1951年7月20日），满族，順天府宛平县人，中華民国、满洲国的政治人物、法学家。

## 生平

### 在奉系的活動
清末，他充任禁衛軍衛兵。此後，他入省立天津北洋大学学习。
辛亥革命後，他任北京文明新劇团的旦角演员。其间，他加入国民党。1913年（民国2年）他参加二次革命，革命失败后，他逃到大連。此后他更名劉笑痴，充当日本人的中文教師。
1915年（民国4年），他留学日本。从明治大学法科毕业后，他任陸軍大学校的中文講師。1924年（民国13年），他获得東京帝国大学大学院法学博士。
1926年（民国15年）他归国，受日本驻华公使館陸軍武官本庄繁的推荐，被張作霖任命为东三省巡阅使署法律顧問。。翌年7月，他任北京政府外交部条約修改委員会委員。1928年（民国17年）6月，皇姑屯事件发生，他回到奉天省。此后他组织了法学研究会并任会長，刊行雑誌《法学研究》。

### 参加满洲国後的活動

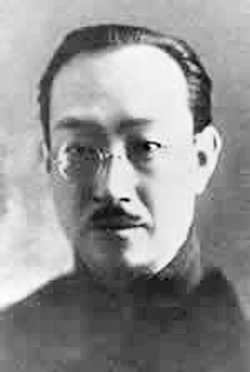

1931年（民国20年）九一八事变爆发，趙欣伯参与组织奉天地方自治維持会。10月，任奉天市市長，后改任最高法院東北分院院長。翌年2月的建国最高会議上，趙欣伯同臧式毅、張景惠支持采用立憲共和制的主張，同張燕卿的帝制採用派发生激烈矛盾。
同年3月满洲国成立，趙欣伯任首任立法院院長。1934年（康德元年）10月，立法院機能停止，準備降格改组秘書厅，赵欣伯遂辞任。秘書長劉恩格成为立法机关的首脑。1937年（康德4年）9月，趙欣伯被任命为宮内府顧問官，不久辞任。此後，率家族迁居日本。
1939年（民国28年），赵欣伯归国到北京。此後，担任華北政務委員会法律顧問。抗日战争结束後，因漢奸罪被国民政府逮捕。1948年（民国37年），因病情恶化住院治療。
1951年7月20日，赵欣伯病逝。享年62岁。

## 家庭
赵欣伯第一任妻子为王碧琰，早年病故，两人未育儿女。
后赵欣伯与耿维馥结婚，婚后两人赴日，耿维馥改名为赵碧琰。
1925年，儿子赵宗阳在东京出生。

### 引用
1. ↑  政协文史资料研究委员会. . 中国文史出版社. : 96.
2. ↑  徐友春主編《民国人物大辞典 増訂版》作「学士院」。考该院正名「大学院」，据此改。

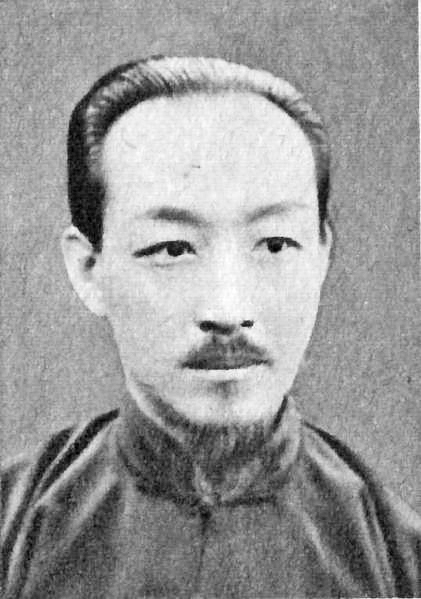

3. ↑  「瀋陽“九・一八”歷史博物館」。
4. ↑  山室信一『キメラ - 伪満洲国の肖像 増補版』151頁
5. ↑  劉寿林等編《民国職官年表》作此。徐友春主編《民国人物大辞典 増訂版》作同年9月。
6. ↑  人民画报，1981年4期